# Algaida
Algaida este un municipiu în insula Mallorca, Insulele Baleare, Spania.

## Legături externe
Materiale media legate de Algaida la Wikimedia Commons
- Algaida - Informació de l'Institut d'Estadística de les Illes Balears[nefuncțională]

1. ↑  Nomenclátor Geográfico de Municipios y Entidades de Población (20240402 edition)
2. ↑   https://www.diariodemallorca.es/part-forana/2023/06/17/socialista-margalida-fullana-elegida-alcaldesa-88728954.html Lipsește sau este vid: |title= (ajutor)